# Osoje (Prijepolje)
Pour les articles homonymes, voir Osoje.
Osoje (en serbe cyrillique : Осоје) est un village de Serbie situé dans la municipalité de Prijepolje, district de Zlatibor. Au recensement de 2011, il comptait 463 habitants.

## Démographie

### Évolution historique de la population
| 1948 | 1953 | 1961 | 1971 | 1981 | 1991 | 2002 | 2011 |
| ---- | ---- | ---- | ---- | ---- | ---- | ---- | ---- |
| 411  | 545  | 627  | 583  | 661  | 630  | 526  | 463  |

|  |